# Горошко Володимир Петрович
Володимир Петрович Горошко (16 березня 1924, місто Слов'янськ, тепер Донецької області — 1993, місто Київ) — український радянський діяч, начальник Головного управління рибного господарства внутрішніх водойм УРСР (Укрголоврибгоспу).

## Життєпис
Народився в родині робітника залізничника. Закінчив середню школу в місті Слов'янську. До 1941 року навчався в Слов'янському індустріально-хімічному технікумі Сталінської області. 
Від березня 1944 до квітня 1947 року служив у Червоній армії. Був старшиною роти 56-го мотострілецького полку 23-ї танкової дивізії на 1-му та 4-му Українських фронтах. Був важко поранений у боях.
Після демобілізації у 1947 році пов'язав своє життя з рибним господарством. Закінчивши курси рибоводів при Білгород-Дністровському рибопромисловому технікумі за спеціальністю іхтіологія та рибництво, працював у Донрибокомбінаті. Член ВКП(б).
З 1963 до липня 1964 року — начальник Управління рибної промисловості і внутрішніх водоймищ Української Ради народного господарства.
У липні 1964 — серпні 1988 року — начальник Головного управління рибного господарства внутрішніх водойм УРСР (Укрголоврибгоспу).
З серпня 1988 року — генеральний директор виробничого державно-колективного об'єднання рибного господарства Української РСР (Укррибгосп).
Помер 1993 року в Києві.

## Нагороди
- орден Жовтневої Революції
- орден Вітчизняної війни І ст.
- два ордени Трудового Червоного Прапора
- орден Червоної Зірки
- орден «Знак Пошани»
- медалі
- Почесна грамота Президії Верховної Ради Української РСР